# Satsuriku no Tenshi
Satsuriku no Tenshi (яп. 殺戮の天使 Сацурику но тэнси, «Ангел резни», также известна под английским названием Angels of Death и неофициальным русским «Ангел кровопролития») — компьютерная игра в жанре квеста, разработанная японским разработчиком-одиночкой Макото Санадой под псевдонимом 星屑KRNKRN (яп.  Хосикудзу KRNKRN) и первоначально опубликованная через сайт Den-fami Nico Game Magazine для Microsoft Windows в 2015 году. Satsuriku no Tenshi создана в программе-конструкторе RPG Maker VX и использует соответствующий движок. Версия для Nintendo Switch была выпущена летом 2018 года. Действие игры выполнено в духе психологических ужасов и обыгрывает клише фильмов-слэшеров.
Две манга-адаптации игры были созданы Макото Санадой и проиллюстрированы Кудан Надзукой — одна из них основана на сюжете игры, а вторая является её приквелом. Обе манги выходили в сёдзё-журналах издательства Media Factory — Monthly Comic Gene с 2015 года и Kadokawa Pixiv с 2016 соответственно. Первая была выпущена в 7 танкобонах общим тиражом более 1 млн экземпляров, тогда как приквел включает в себя четыре тома. Вслед за адаптациями была выпущена ёнкома под названием Satsuten! и трехтомная серия романов, написанная Киной Тирэн с иллюстрациями negiyan.
6 июля 2018 года студией J.C.Staff было выпущено 16-серийное аниме на основе игры.

## Сюжет
История происходит в неизвестном заброшенном здании, наполненном ловушками и кровожадными маньяками-убийцами; её главные герои — тринадцатилетняя девочка Рэйчел Гарднер и двадцатилетний юноша по имени Зак.
На каждом этаже здания есть свой хозяин, так называемый «Ангел». Все пространство этажа называется игровой зоной, в пределах которой проводится «игра». Цель «Ангела» в этой игре — поймать и убить свою жертву, цель жертвы — убежать от убийцы и выбраться оттуда живой.

## Персонажи
Айзек «Зак» Фостер (яп. アイザック・フォスター Айдзакку Фосута:) — один из главных персонажей, серийный убийца, «Ангел» этажа В6.
Ещё с детства мальчик отличался своей жестокостью. Когда его мать впустила в дом мужчину, Айзек укусил его, что привело женщину в ярость. Перед тем, как вышвырнуть сына за порог, дала мужчине поджечь своего сына и только потом сдала в детский дом, откуда мальчик попал в приемную семью. Отчим с мачехой брали детей только ради денег (материнского капитала) и, когда их дети умирали от голода, они закапывали их трупы на заднем дворе своего дома. Фостера так же, как и остальных, заставляли голодать, но время от времени он побирался объедками со стола.
Позже закапыванием тел заставили заниматься уже Айзека, что только усугубило его состояние. Впоследствии же, мальчик, наткнувшись на фильм ужасов об одном из маньяков (что только подкрепило его намерения), жестоко убил своих воспитателей найденным им ножом.
Полиция обнаружила тела убитых, а ещё через некоторое время — и останки умерших детей, что были похоронены за домом. Так как выжившим оказался только Фостер, все подозрения пали на него.
Встретившись с Рэй на этаже В5, заключает с ней взаимовыгодную сделку: он убьёт её взамен на то, что девочка помогает ему выбраться. Со временем узнаются и некоторые подробности насчет характера Зака, в частности то, что он ненавидит лгунов и подлецов, а также любит убивать лишь эмоциональных людей.
После выхода наружу, парня настигает полиция и сажает в тюрьму, после чего ему выносится смертный приговор. Но, помня об обещании, ему удается сбежать, забрав при этом Рэй из больницы.
Дальнейшая судьба неизвестна.
Орудия убийства: коса, нож.
Сэйю: Нобухико Окамото

Рэйчел «Рэй» Гарднер (яп. レイチェル・ガードナー Рейтэру Га:дона:) — главная героиня игры, аниме и манги, «Ведьма», хозяйка этажа В1.
До того, как попасть в здание, Рэйчел лечилась у своего психотерапевта — Денни Диккенса. По её словам, она начала посещать врача потому, что стала свидетельницей убийства (что отчасти является правдой).
В конце игры они с Заком поднимаются на последний этаж — В1 и оказывается, что хозяйкой этого этажа является Рэйчел. Девочка вспоминает подробности убийства и некоторые другие воспоминания из своей жизни, что очень сильно влияет на её поведение. Однако они все же выбираются из здания, где их уже ожидает полицейский патруль. Девочку увозят в психиатрическую больницу, где она проводит некоторое время до того, как за ней придет Фостер.
Дальнейшая судьба неизвестна.
Орудия убийства: пистолет.
Сэйю: Харука Тисуга

Денни Диккенс (яп. ダニー Дани:) — «Ангел» этажа В5.
Врач, психотерапевт Рэйчел Гарднер. Наблюдал за ней в течение достаточно длительного времени, именно он был инициатором того, что бы Рэй достался свой этаж.
Денни обожает коллекционировать глазные яблоки своих жертв, особенно его очаровывали глаза Рэйчел, которые были очень похожи на глаза его матери.
Мальчик родился с одним глазом и все детство очень переживал из-за этого. Его мать, не выдержала и совершила суицид, повесившись. После этого, Диккенс стал искать того, у кого были бы точно такие же глаза — «мертвые, но живые». Поиски увенчались успехом не сразу, только после того, как он нашел Гарднер.
В конце игры Денни умирает от рук Грея. Он не понимает, чем заслужил такой участи и почему Рэйчел ушла вместе с Заком. Тот также ранил врача и в первом эпизоде игры, однако ему все-таки удалось выжить благодаря бронежилету.
Сэйю: Такахиро Сакураи

Эдвард «Эдди» Мэйсон (яп. エディ Эди) — гробовщик, изготовитель надгробий и могильных плит. «Ангел» этажа В4.
Эдди — мальчик, носящий маску тыквы из-за того, что стесняется своей внешности. У него ярко-рыжие волосы, веснушки и зеленые глаза, также, он почти ровесник Рэйчел. В неё он влюбился практически с первого взгляда, обещая сделать для неё самое лучшее надгробие и безболезненно убить. Но ему это не удается: девочка не соглашается быть с ним, а Айзека это не устраивает и подавно. Поэтому он убивает мальчика, оставив его навеки лежать в могиле, которая предназначалась для Гарднер.
Орудия убийства: лопата.
Сэйю: Нацуми Фудзивара

Кэтрин «Кэтти» Уорд (яп. キャシー Кяси:) — судья, хозяйка этажа В3.
Убивает своих жертв достаточно изощренно, на её этаже для них приготовлено множество опасных испытаний, таких как: электрический стул, газовая камера, шприц с ядом. Но можно выбрать и другой вариант — Кэтрин предлагает Рэй и Заку сесть в тюрьму, на пожизненный срок, обещая им уход и заботу. На самом же деле люди в этих камерах гниют заживо, а заботиться о них никто не думает. Это узнает Фостер на полпути их путешествия по этажу.
Орудия убийства: пытки, огнестрельное оружие.
Сэйю: Мария Исэ

Абрахам Грэй (яп. グレイ Гурэй) — святой отец, один из главных в этом здании, ответственный за набор убийц в «игру». Является хозяином этажа В2, на котором находится выход.
Сэйю: Хотю Оцука

## Медиа

### Манга
Манга-адаптация, написанная Куданом Надзукой и проиллюстрированная Макото Санадой, начала издаваться в журнале Monthly Comic Gene издательства Media Factory в 2015 году. Манга собрана в шести танкобонах и издана миллионным тиражом. Манга также была лицензирована в Северной Америке издательством Yen Press, которая опубликовала первый том 19 декабря 2017 года.
| №  | Японская              | Японская               | Английская           | Английская             |
| №  | Дата публикации       | ISBN                   | Дата публикации      | ISBN                   |
| -- | --------------------- | ---------------------- | -------------------- | ---------------------- |
| 1  | 27 января 2016 года   | ISBN 9784040678931     | 19 декабря 2017 года | ISBN 978-0-31-644176-6 |
| 2  | 27 июня 2016 года     | ISBN 9784040682846     | 10 апреля 2018 года  | ISBN 978-0-31-644178-0 |
| 3  | 26 декабря 2016 года  | ISBN 978-4-04-068809-1 | 5 июня 2018 года     | ISBN 978-1-97-532623-4 |
| 4  | 27 февраля 2017 года  | ISBN 978-4-04-069033-9 | 21 августа 2018 года | ISBN 978-1-97-535401-5 |
| 5  | 27 июля 2017 года     | ISBN 978-4-04-069244-9 | 13 ноября 2018 года  | ISBN 978-1-97-535397-1 |
| 6  | 27 декабря 2017 года  | ISBN 978-4-04-069571-6 | 30 апреля 2019 года  | ISBN 978-1-97-530380-8 |
| 7  | 27 апреля 2018 года   | ISBN 978-4-04-069840-3 | 23 июля 2019 года    | ISBN 978-1-97-530387-7 |
| 8  | 27 сентября 2018 года | ISBN 978-4-04-065123-1 | 12 ноября 2019 года  | ISBN 978-1-97-533167-2 |
| 9  | 27 марта 2019 года    | ISBN 978-4-04-065590-1 | 21 января 2020 года  | ISBN 978-1-97-533296-9 |
| 10 | 27 сентября 2019 года | ISBN 978-4-04-064043-3 | 18 августа 2020 года | ISBN 978-1-97-531510-8 |
| 11 | 27 марта 2020 года    | ISBN 978-4-04-064496-7 | 19 января 2021 года  | ISBN 978-1-97-531861-1 |
| 12 | 27 октября 2020 года  | ISBN 978-4-04-064976-4 | 12 октября 2021 года | ISBN 978-1-97-533566-3 |

Помимо этой серии, в которой адаптирован и проиллюстрирован основной сюжет игры, есть манга-приквел с предысторией ангелов этажей Angels of Death: Episode.0 (яп. 殺戮の天使 Episode.0 Сацурику но тэнси Эписо:до дзэро, «Ангел кровопролития: Эпизод 0»). В «нулевом эпизоде» манги рассказывается о прошлом «Ангелов», об истинном предназначении здания, сути эксперимента Грэя и так далее. Приквел выпускается с 2017 года прежней командой авторов.
На основе серии также была выпущена ёнкома под названием Satsuten! и трёхтомная серия романов, написанная Киной Тирэн с иллюстрациями negiyan.

### Аниме
10 июня 2018 года вышел анонс аниме-сериала по мотивам манги. Режиссёром назначен Судзуки Кэнтаро, сценарий написал Ёсинобу Фудзиока, главным аниматором и художником по персонажам назначена Мики Мацумото, музыкальное сопровождение написал Нойзкроак на студии Lantis. Аниме снимала студия J.C.Staff. Премьера экранизации состоялась 6 июля 2018 года.
Начальная тема:
«Vital» — исполняет Масаки Эндо
Завершающая тема:
«Pray» — исполняет Харука Тисуга
| Иноязычные издания | Иноязычные издания |
| Издание            | Оценка             |
| ------------------ | ------------------ |
| Hardcore Gamer     | 4/5                |